# Công viên cảnh quan Tuchola
Công viên cảnh quan Tuchola (Công viên Tucholski Krajobrazowy) là một khu vực được bảo vệ (Công viên cảnh quan) ở phía bắc miền trung Ba Lan, công viên được thành lập năm 1985, có diện tích 369,83 kilômét vuông (142,79 dặm vuông Anh) nằm trong khu vực rừng Tuchola gần thị trấn Tuchola.
Công viên được chia sẻ giữa hai voivodeship: Kuyavian-Pomeranian Voivodeship và Pomeranian Voivodeship. Trong Kuyavian-Pomeranian Voivodeship, nó nằm ở quận Tuchola (Gmina Tuchola, Gmina Cekcyn, Gmina Gostycyn, Gmina Lubiewo, Gmina liwice). Trong Pomeranian Voivodeship, nó nằm ở quận Chojnice (Gmina Chojnice, Gmina Czersk). Trong Công viên Cảnh quan là tám khu bảo tồn thiên nhiên.
Công viên (cùng với Công viên cảnh quan Wda, Wdzydze và Zaborski) tạo thành vùng đệm của Khu dự trữ sinh quyển rừng Tuchola, được chỉ định theo Chương trình Con người và Sinh quyển của UNESCO năm 2010. Khu vực cốt lõi của Khu dự trữ sinh quyển bao gồm Công viên quốc gia rừng Tuchola và khu bảo tồn thiên nhiên nằm trong Công viên cảnh quan của vùng đệm.